# Strage di Leonessa
La strage di Leonessa venne perpetrata dai reparti tedeschi della Wehrmacht e delle SS impegnati in un'operazione di rastrellamento che causò la morte di circa cinquanta civili del comune di Leonessa e delle località limitrofe nella provincia di Rieti, fra il 29 marzo e il 7 aprile 1944.

## Storia

### Contesto
Il territorio di Leonessa, in provincia di Rieti, fu interessato come altri dal movimento partigiano dall'ottobre del 1943 i cui esponenti agivano nella zona facendo riferimento alla Brigata Garibaldi "Antonio Gramsci" la quale, dalla fine di dicembre 1943, a seguito della liberazione di Norcia e Cascia, prese il controllo di un'area estesa fino al territorio delle frazioni settentrionali del territorio comunale di Leonessa. Il movimento aveva i suoi riferimento in Roberto Pietrostefani, Giuseppe Zelli, Ugo Tavani, e nel giovane cappellano militare don Concezio Chiaretti: quest'ultimo, a capo del CLN locale si sforzò in tutti i modi di preservare la popolazione locale durante l'occupazione tedesca, specialmente in occasione di momenti di tensione come quelli seguiti alla fucilazione, il 26 febbraio 1944, del commissario prefettizio fascista Francesco Pietramico. Grazie ai suoi sforzi, si riuscì a evitare la rappresaglia tedesca, e addirittura a ottenere la nomina di Ugo Tavani, fiancheggiatore della Resistenza, come nuovo commissario prefettizio. Don Chiaretti convinse poi i militi del presidio della Guardia Nazionale Repubblicana a lasciare il paese, così da permettere, il 16 marzo 1944, l'occupazione pacifica del paese da parte dei partigiani della Brigata Garibaldi "Antonio Gramsci". Con la liberazione del paese, la zona controllata dai partigiani raggiunse la sua massima estensione, arrivando a comprendere l'area fra la Valnerina, Norcia e la rotabile Piediluco-Leonessa-Posta.
Il 1º aprile 1944 diverse migliaia di uomini della Wehrmacht e delle SS, coadiuvati da reparti fascisti, diedero inizio a una vasta operazione militare antipartigiana, con l'intento di eliminare la Brigata Gramsci e altre formazioni minori che minacciavano le linee di rifornimento con il fronte abruzzese e laziale. La zona controllata dai partigiani cessò di esistere e i battaglioni della Gramsci riuscirono a sganciarsi dal nemico solo dopo una settimana di combattimenti che misero a forte repentaglio l'organizzazione e la tenuta della Brigata stessa, costringendola ad abbandonare tutti i centri abitati più importanti (Norcia, Cascia, Monteleone di Spoleto, Leonessa).

### Le stragi

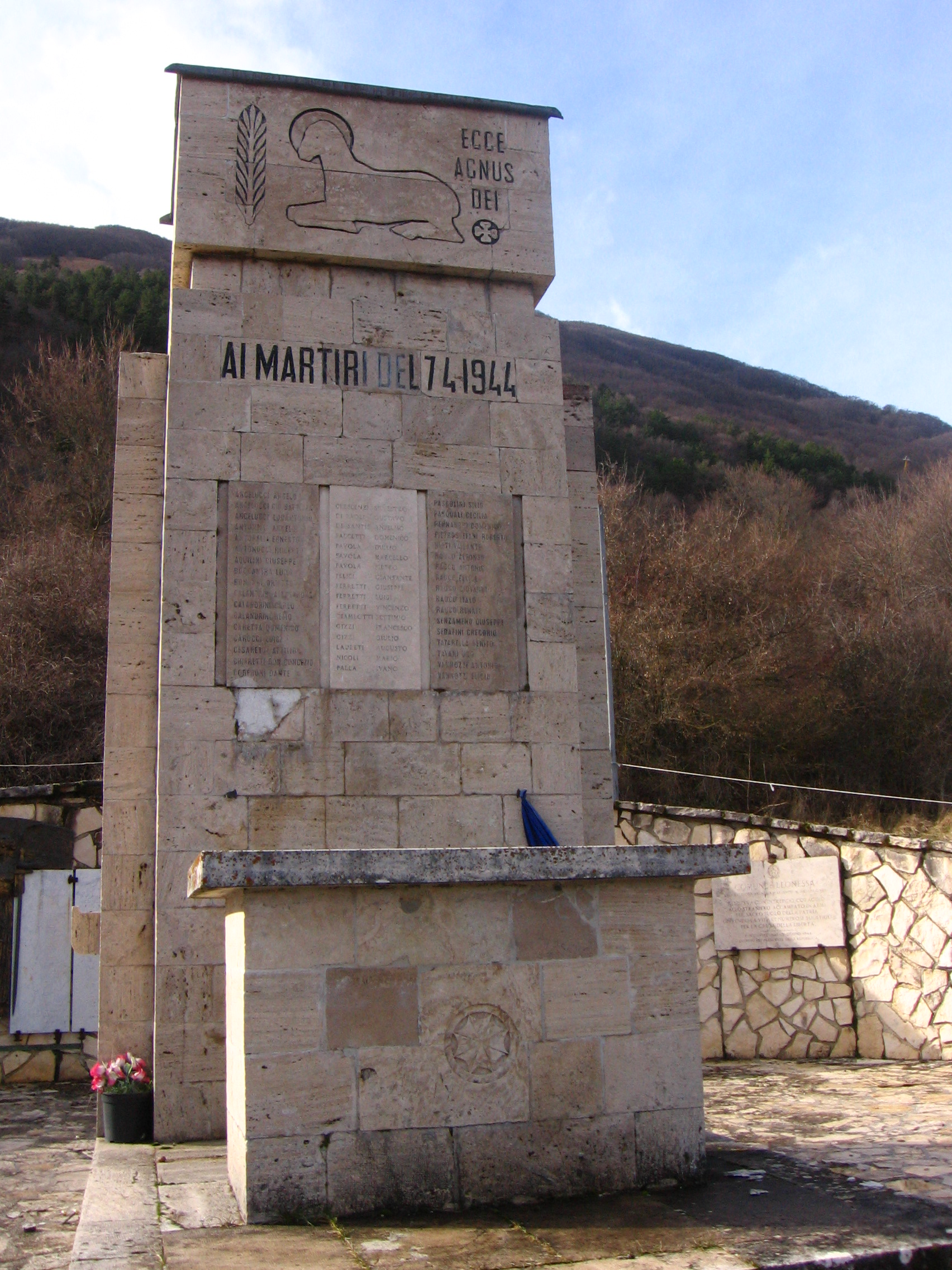
Il monumento del sacrario dedicato alle vittime delle stragi di Leonessa

Leonessa venne immediatamente occupata dai tedeschi guidati dal colonnello (oberst) Ludwig Schanze, comandante del 69° Panzer Regiment, che arrestarono un centinaio di persone, veri o presunti antifascisti (compresi i due parroci di Leonessa don Guido Rosini e don Pio Palla). Le uccisioni ebbero inizio il 2 aprile 1944, con la fucilazione di sei persone nella frazione di Villa Carmine; dopo alcuni giorni di tregua, la notte del 5 aprile, nella frazione di Cumulata, 13 abitanti vennero trucidati dalle truppe tedesche guidate da Rosina Cesaretti, una giovane locale, amante di un ufficiale tedesco, emigrata a Roma, e tornata in paese a seguito dello sfollamento: dando sfogo anche a odii e rancori personali, essa personalmente guidò i tedeschi nella scelta delle vittime, tra cui un suo stesso fratello e una cognata. Il 6 aprile i tedeschi concessero un altro giorno di tregua, nel corso del quale permisero a don Concezio Chiaretti di celebrare una messa per i caduti di Cumulata; il giorno successivo, mentre pareva che le truppe tedesche stessero per ritirarsi, a conclusione delle operazioni militari, giunse un automezzo con a bordo 15 militi delle SS per un nuovo rastrellamento nel quale 24 persone vennero prelevate e, portate nei pressi del paese, fucilate: tra di esse, anche il commissario prefettizio Tavani, e il sacerdote don Concezio Chiaretti; nel corso del rastrellamento, altri 8 cittadini di Leonessa vennero uccisi dalle truppe tedesche nelle frazioni di Villa Gizzi e Ponte Riovalle e, complessivamente, si ebbero 51 morti per fucilazioni da parte delle truppe tedesche.
Quindici catturati nel corso dell'occupazione di Leonessa vennero fucilati a Rieti successivamente durante l'Eccidio delle Fosse Reatine.

### Epilogo

Don Concezio Chiaretti, sacerdote di Leonessa, in divisa di cappellano militare degli Alpini

Successivamente alla conclusione della guerra, nessuno dei responsabili delle stragi venne perseguito o condannato.  Don Concezio Chiaretti venne promosso alla memoria al grado di capitano cappellano per merito di guerra. Rimane un mistero perché anche il commissario prefettizio fascista Ugo Tavani fu vittima delle stragi. L'eccidio di Leonessa rappresenta effettivamente un caso particolare, con degli aspetti non chiari, che solo un'onesta storiografia un giorno, forse, potrà chiarire.

## La memoria

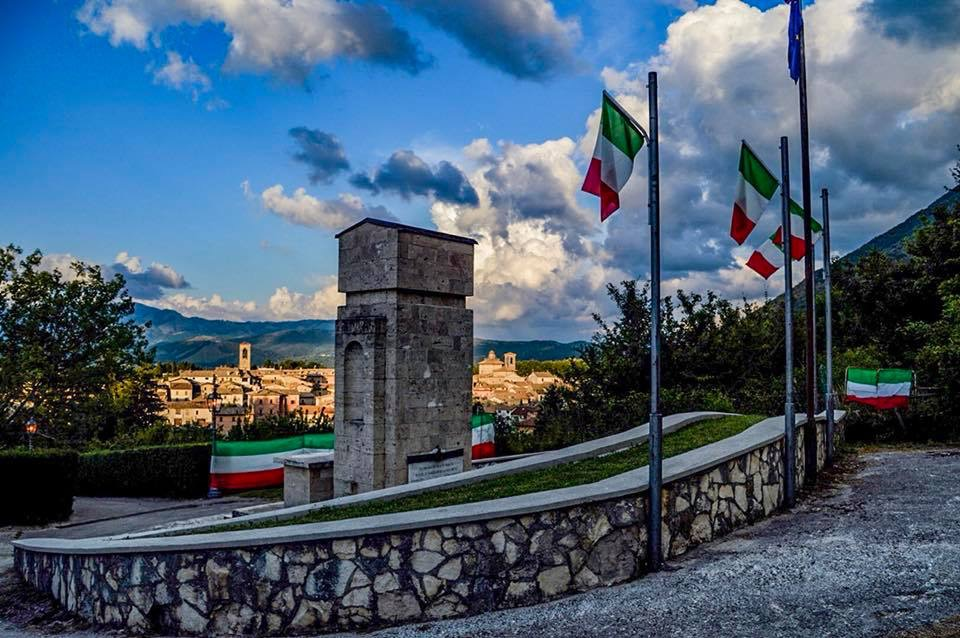
Il monumento con il paese di Leonessa sullo sfondo

A Leonessa, la piazza principale del paese è stata intitolata alle vittime della strage e un sacrario ne ricorda la morte.